# Heinrich Georg Ehrentraut
Heinrich Georg Ehrentraut (* 4. April 1798 in Jever; † 5. November 1866 ebenda) war ein deutscher Jurist, Privatgelehrter und Parlamentarier.

## Leben

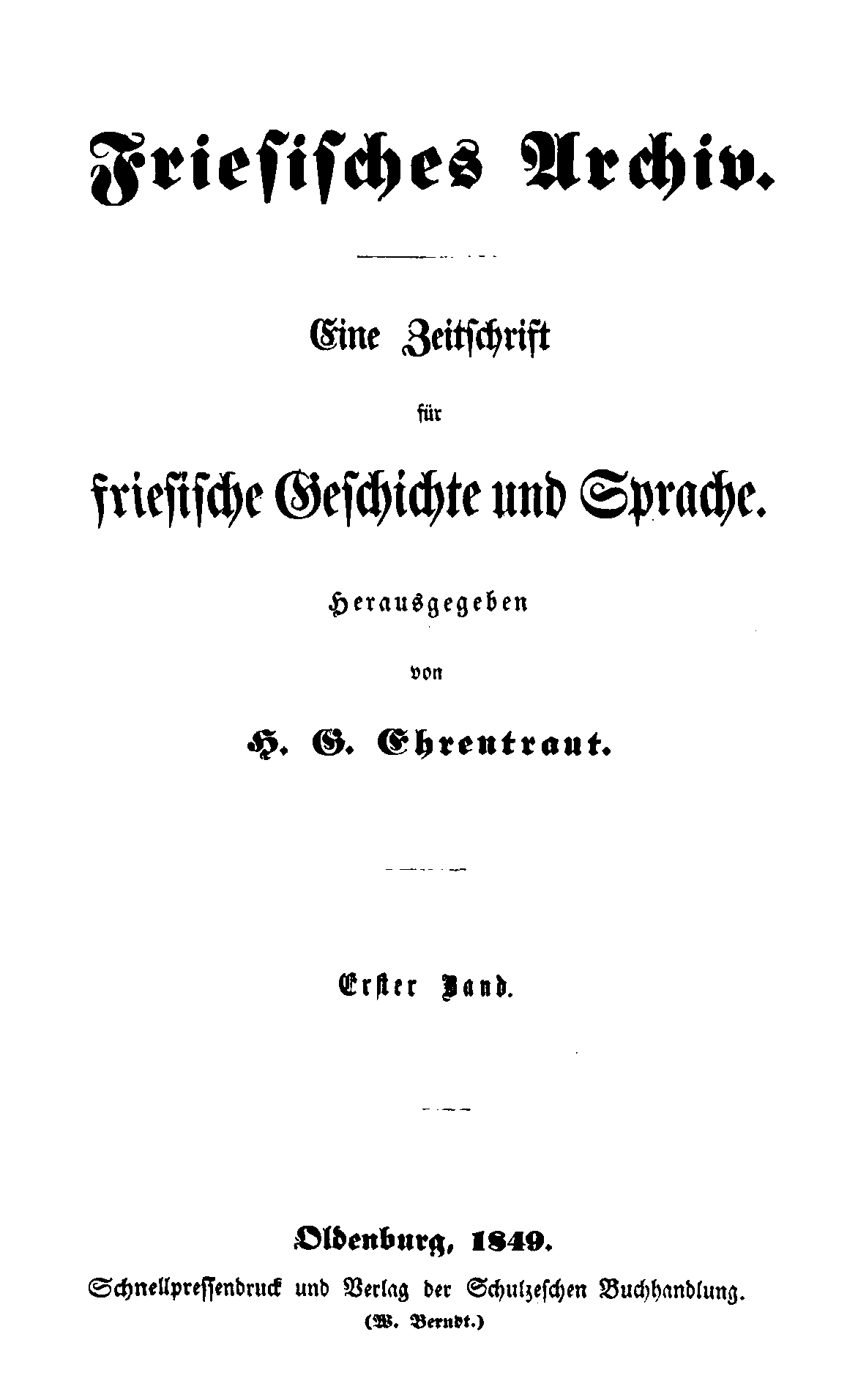

Heinrich Georg Ehrentraut entstammte einer Ende des 17. Jahrhunderts aus der Lausitz eingewanderten Familie und war der einzige Sohn des wohlhabenden Advokaten und Landgerichtsassessors Heinrich Christian Ehrentraut (1767–1835) und dessen erster Ehefrau Friederike Marie Elisabeth geb. Wolf (1772–1798), die einen Tag nach seiner Geburt starb. Er besuchte von 1810 an das Gymnasium in Jever. Nach dem Abitur studierte er ab 1816 Rechtswissenschaften an der Georg-August-Universität Göttingen und setzte ab 1818 sein Studium an der Ruprecht-Karls-Universität Heidelberg fort. In Göttingen wurde er 1816 Mitglied des Corps Bremensia und des Corps Frisia. Nach dem Studium und einer fünfmonatigen Studienreise, die ihn nach Griechenland und Italien führte, bestand er 1821 in Oldenburg das erste juristische Staatsexamen. In der Folge war er Auditor im oldenburgischen Justizdienst und ab Oktober 1824 erster Sekretär bei der Justizkanzlei in Oldenburg. Nach dem zweiten juristischen Staatsexamen im April 1825 kam er als Assessor an das Landgericht in Jever und heiratete am 12. Mai 1825 Sillenstede Margarethe Friederika Minssen (1805–1862), mit der er fünf Kinder hatte. Aufgrund einer schweren psychischen Erkrankung seiner Frau nahm er Ende März 1843 unter Verleihung des Hofratstitels seinen Abschied aus dem Justizdienst, um mit ihr zahlreiche Badereisen unternehmen und sich als wirtschaftlich unabhängiger Privatgelehrter ganz seinen wissenschaftlichen Interessen widmen zu können.
Nach dem Ausbruch der Revolution von 1848 wurde Ehrentraut im März zum Mitglied der Versammlung der 34, der ersten parlamentarischen Körperschaft Oldenburgs, und danach zum Mitglied des konstituierenden Oldenburgischen Landtags gewählt, legte jedoch bereits am 10. November 1848 sein Mandat nieder. Von 1845 bis 1849 war er außerdem Mitglied des Stadtrats von Jever. Als Redakteur der Jeverschen Nachrichten, die als Beilage des Jeverschen Wochenblatts erschienen, betätigte er sich bereits von 1844 bis 1847 als liberaler Kritiker der oldenburgischen Regierung. Ab 1848 lebte er abwechselnd in Hannover und auf seinem Gut Oestringfelde bei Schortens, das er 1839 erworben hatte.

## Friesische Sprachforschung
Bereits während seines Studiums in Heidelberg beschäftigte sich Ehrentraut neben den Rechtswissenschaften mit Geschichte, Altertumskunde, Sagen und Symbolik. Dort kam er auch mit dem Westfriesen Eeltsje Hiddes Halbertsma zusammen. Angeregt durch die Forschungen Jacob Grimms bemühte er sich um die Sammlung und Edition friesischer Urkunden, Rechtsdenkmäler und Chroniken, vor allem aber um die Erforschung der friesischen Sprachen. Von 1837 bis 1841 besuchte er jährlich für mehrere Wochen die Insel Wangerooge und erforschte den örtlichen friesischen Dialekt, der bereits damals zu den letzten Überresten der ostfriesischen Sprache gehörte. Sein Neffe Johann Friedrich Minssen (1823–1901) erforschte auf seine Anregung die saterfriesische Sprache. Ehrentraut beschäftigte sich auch intensiv mit der Geschichte Jevers und Ostfrieslands, war aber mehr Sammler als Geschichtsschreiber. Seine Erkenntnisse gab er in der von ihm gegründeten Reihe Friesisches Archiv heraus, von der allerdings nur zwei Bände erschienen.

## Werke
- Friesisches Archiv. Eine Zeitschrift für friesische Geschichte und Sprache. 2 Bde. (mehr nicht erschienen). 1849 und 1854. Reprints 1967 und 1984. Siehe Wikisource.